# دورة التبريد ومضخة الحرارة

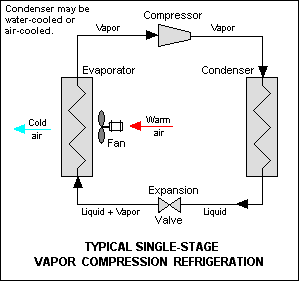

ديناميكا حرارية لدورة مضخة التبريد والحرارة هي صيغة رياضية وفهمية لمضخة الحرارة والمبردات.

## المضخات الحرارية
وظيفتها نقل الحرارة من مكان بارد إلى مكان اقل برودة منه عن طريق إضافة شغل. اما المبردات وظيفتها ازالة الحرارة من مكان بارد إلى مكان دافئ بإضافة شغل بالطبع. لذلك يمكن تشبيه المضخة الحرارية بالسخانة إذا كان الهدف منها تسخين حنفية الماء مثلاً.

## المبردات
تعمل المبردات على ازالة الحرارة من المكان البارد والتخلص من في مكان دافئ بإضافة شغل. مثال، الثلاجة تبقي ما بداخلها (المكان البارد) بارداً, ووتخلص من حرارته إلى المطبخ (المكان الدافئ) بإضافة شغل.

## دورات الديناميكا الحرارية
قانون الديناميكا الحرارية الثاني ينص انه من المستحيل انتقال الحرارة من مكان بارد إلى مكان اقل بروده منه الا بوجود شغل ميكانيكي. لا يمكن تبريد غرفة بمكيف من غير إضافة شغل ميكانيكي للمكيف، وكذلك نقل الحرارة من غرفة باردة إلى مكان اقل برودة منه. على سبيل المثال، مكعبات الثلج في الثلاجة يبقى مجمد عن طريق نقل الحرارة منه إلى المطبخ بإضافة شغل. الثلاجة في هذه الحالة هي المكان البارد والمطبخ هو المكان الادفئ ونقل الحرارة من المكان البارد إلى الادفئ يتطلب شغل ميكانيكي.
دورة المضخات الحرارية والمبردات يمكن تقسيمها إلى دورة:
- الضغط البخاري.
- الامتصاص البخاري.
- الغاز.
-ستيرلينغ.